# Янишево (Благоварський район)
Яни́шево (рос. Янышево, башк. Яныш) — село у складі Благоварського району Башкортостану, Росія. Входить до складу Янишевської сільської ради.
Населення — 403 особи (2010; 399 в 2002).
Національний склад:
- башкири — 92 %